# Liuixalus
Liuixalus ist eine Froschgattung aus der Familie der Ruderfrösche (Rhacophoridae). Die Frösche sind in Südchina und im Norden Vietnams verbreitet.

## Merkmale
Die Gattung Liuixalus wurde ursprünglich nicht durch besondere morphologische Unterscheidungsmerkmale von anderen Arten der Familie der Ruderfrösche abgegrenzt, sondern aufgrund molekulargenetischer Befunde aufgestellt. Li et al. stellten in ihrer Studie aus dem Jahr 2008 fest, dass die Art Chiromantis romeri phylogenetisch nicht in die Gattung Chiromantis passte, sondern als Schwestertaxon allen anderen Ruderfröschen (mit Ausnahme der Gattung Buergeria) gegenüberstand. Daher wurde eine neue Gattung unter dem Namen Liuixalus mit Liuixalus romeri als Typusart definiert. Nach weiteren Arbeiten im Jahr 2009 wurden zwei Arten der Gattung Philautus ebenfalls in die Gattung Liuixalus transferiert.
Durch die Neubeschreibung einer Art im Jahr 2013 wurde es möglich, gemeinsame Merkmale der Gruppe zu definieren. Die Arten sind sehr klein und erreichen kaum 2 Zentimeter Kopf-Rumpf-Länge. Ihre Entwicklung verläuft über in kleinen Gewässern frei schwimmende Larvenstadien. Die adulten Tiere besitzen nur an den hinteren Extremitäten Schwimmhäute die ungefähr über ein Drittel der Zehenlänge reichen. Die Haftscheiben an den Zehen sind kleiner als an den Fingern. Diese Anpassungen erlauben den Fröschen sowohl das Schwimmen als auch das Klettern auf Bäumen. Das Tympanum ist gut sichtbar, sein Durchmesser ist etwas kleiner als der des Auges. Die Haut auf dem Rücken ist warzig und trägt zwischen den Schultern ein auffälliger gefärbtes Mal das in der Form an ein X erinnert. Am Gaumen sind keine Zähnchen zu finden.

## Verbreitung
In Südchina existieren voneinander isolierte Verbreitungsgebiete in Hongkong (Liuixalus romeri), im Grenzgebiet des autonomen Gebiets Guangxi und der Provinz Guangdong (Liuixalus feii), auf dem Berg Shiwanda im Gebiet von  Guangxi (Liuixalus shiwandashan), im Süden der Provinz Hainan (Liuixalus ocellatus) und auf dem Berg Diaoluo auf der Insel Hainan (Liuixalus hainanus). Liuixalus calcarius kommt auf der Insel Cát Bà im Norden Vietnams vor.

## Lebensweise
Die Arten leben in subtropischen Monsun- und Bambuswäldern. Die Kaulquappen entwickeln sich vorwiegend in temporären Gewässern beispielsweise in den Phytotelmen der Bambusstümpfe oder in Tümpeln. In offenem Gelände kommen die Frösche nicht vor.

## Gefährdung
Die IUCN hat sowohl die Typusart Liuixalus romeri als auch Liuixalus ocellatus als „stark gefährdet“ (endangered) eingestuft. Grund dafür ist der schwindende Lebensraum der in kleinen Verbreitungsgebieten vorkommenden Arten durch Abholzung der Wälder, Ansiedlung von Industrie und zunehmenden Tourismus in Hongkong und Hainan. Für Liuixalus hainanus fehlen noch Daten (data deficient), ebenso für die in den Jahren 2013 und 2015 neu beschriebenen Arten.

## Systematik und Taxonomie
Nachdem sich bei molekulargenetischen Untersuchungen zur Neuordnung der Ruderfrösche durch Li und Andere im Jahr 2008 herausgestellt hatte, dass Chiromantis romeri weder zur Gattung Chiromantis noch zu Philautus gehörte, sondern den Typus einer eigenen Gattung an der Basis der Ruderfrösche darstellte, wurde die Gattung Liuixalus etabliert. Der Gattungsname Liuixalus erinnert an den chinesischen Herpetologen Liu Chengzhao. Im Jahr 2021 zweifelte Dubois die Gültigkeit des Gattungsnamens Liuixalus an und schlug dafür den Namen Romerus vor. 2023 wurde diese Ansicht von Ren und Li zurückgewiesen.
Zwei weitere Arten der Gattung Philautus wurden im Jahr 2009 in die Gattung Liuixalus transferiert. Im Jahr 2013 kam eine weitere hinzu und 2015 wurden zwei neue Arten beschrieben, die genetisch ebenfalls zu dieser Gattung gehören.

## Arten
Die Gattung Liuixalus umfasst sechs beschriebene Arten:
Stand: 7. Juli 2023
- Liuixalus calcarius Milto, Poyarkov, Orlov & Nguyen, 2013 (seit 2015 synonymisiert: Liuixalus catbaensis Nguyen, Matsui & Yoshikawa, 2014[11])
- Liuixalus feii Yang, Rao & Wang, 2015
- Liuixalus hainanus (Liu & Wu, 2004) (früher in der Gattung Philautus)
- Liuixalus ocellatus (Liu & Hu, 1973) (früher in der Gattung Philautus)
- Liuixalus romeri (Smith, 1953) (Typusart der Gattung Liuixalus, früher in den Gattungen Chiromantis bzw. Philautus)
- Liuixalus shiwandashan Li, Mo, Jiang, Xie & Jiang, 2015